# كريم باقري
كريم باقري (بالفارسية: کریم باقری)، من مواليد 24 فبراير 1974 في تبريز في إيران، لاعب كرة قدم إيراني، وکان يلعب مع نادي برسبوليس الإيراني.
بدأ باقري مسيرته مع نادي تراكتور سازي، وبعدها انتقل إلى نادي كيشافارز، وفي موسم 1996/1997 انتقل إلى نادي برسبوليس الإيراني، وفي عام 1997 انتقل إلى نادي أرمينيا بيلفيلد الألماني، ولعب معهم حتى عام 2000 وشارك خلال تلك الفترة في 51 مباراة وسجل 6 أهداف، وفي عام 2000 انتقل إلى نادي النصر الإماراتي، وفي موسم 2000/2001 انتقل إلى نادي تشارلتون أثلتك الإنجليزي، ولعب معهم مباراة واحدة، وفي موسم 2001/2002 انتقل إلى نادي السد القطري، ومنذ عام 2002 وهو يلعب مع نادي برسبوليس الإيراني.
بدأ باقري باللعب مع منتخب إيران لكرة القدم منذ عام 1993 وحتى عام 2010، وشارك في كأس العالم لكرة القدم 1998، وقد لعب مع المنتخب الإيراني 80 مباراة دولية وسجل 50 هدف دولي.

## روابط خارجية
- كريم باقري على موقع الاتحاد الدولي (مؤرشف)  (الإنجليزية)
- كريم باقري على موقع قاعدة بيانات كرة القدم.إي يو (الإنجليزية)
- كريم باقري على موقع ناشيونال فوتبول تيمز (الإنجليزية)
- كريم باقري على موقع عالم كرة القدم.نت (الإنجليزية)
- كريم باقري على موقع كووورة